# Пам'ятники Тального
Стаття є списком пам'ятників і меморіальних дощок центру територіальної громади Тальне на Черкащині.
| Назва                                                | Дата встановлення | Розташування                                            | Фото                    | Короткі відомості |
| 4 гетьманам: Хмельницькому, Дорошенку, Мазепі, Байді | 25 жовтня 2013.   | у центрі міста                                          | \| \| \| \| \| \| \| \| | |
| Вірним синам України                                 |                   |                                                         |                         | |
| Пам'ятник-танк воїнам-визволителям                   |                   | На об'їзній дорозі                                      |                         | Танк ІСУ-152 |
| Воїнам-інтернаціоналістам , меморіал                 |                   | Біля районного УМВС                                     |                         | |
| Дубковецькому Федору Івановичу (демонтовано у 2021)  |                   |                                                         |                         | Федір Дубковецький голова радгоспу-мільйонера «Здобуток Жовтня», двічі Герой Соціалістичної праці.                                                               |
| Ліквідаторам аварії на ЧАЕС                          |                   |                                                         |                         | |
| Невідомому солдату                                   |                   |                                                         |                         | |
| Пагорб Слави                                         |                   |                                                         |                         | Розташований на вулиці Соборній. |
| Пам'ятний знак на честь першої згадки про Тальне     |                   | У центрі міста біля ресторану «Гірський Тікич»          |                         | |
| Проценку Віталію Володимировичу                      |                   | Біля ЗОШ № 1                                            |                         | Віталій Проценко піонер-партизан, який загинув, кинувши зв'язку гранат під танки. Посмертно нагороджений медаллю «Партизан Великої Вітчизняної війни» І ступеня. |
| Скворцову Олександру Володимировичу                  |                   |                                                         |                         | |
| Тальнівчанам жертвам Голодомору та репресій          |                   | На вулиці Соборній                                      |                         | |
| Чкалову Валерію Павловичу                            |                   | біля будинку культури колишнього радгоспу імені Чкалова |                         | |
| Шевченку Тарасу Григоровичу                          |                   | у сквері Шевченка                                       |                         | |
|                                                      |                   |                                                         |                         | |
|                                                      |                   |                                                         |                         | |
|                                                      |                   |                                                         |                         | |
|                                                      |                   |                                                         |                         | |

## Пам'ятні дошки
| Назва                       | Дата встановлення   | Розташування                    | Фото | Короткі відомості                                          |
| Весклярову Петру Юхимовичу  | 2019                |                                 |      |                                                            |
| Паращуку Юрію Григоровичу   | 24 квітня 2014 року | На приміщенні ЗОШ №1            |      |                                                            |
| Шевченку Тарасу Григоровичу | 2014 рік            | На будинку біля скверу Шевченка |      | На честь відвідин Шевченком Тального у 1824 та 1845 роках. |